# Vuk Sotirović
Vuk „Soti“ Sotirović (serbisch-kyrillisch Вук Сотировић; * 13. Juli 1982 in Belgrad) ist ein serbischer Fußballspieler auf der Position eines Stürmers.

## Karriere
Der Stürmer spielte bisher in zwanzig verschiedenen Vereinen in fünf Ländern, u. a. 2013 beim zyprischen Verein Nea Salamis Famagusta und 2015/16 bei Hougang United in Singapur. Seit 2018 steht er in seiner Heimat beim Drittligisten FK IMT Novi Belgrad unter Vertrag.

## Erfolge
- Polnischer Ligapokalsieger: 2009